# Yan Lestrade
Yan Lestrade (Francia, 20 de marzo de 1997) es un jugador profesional francés de rugby que se desempeña en la posición de centro interior en Aviron Bayonnais, equipo perteneciente a la liga Top 14.

## Carrera
Lestrade es un jugador de formación francesa (JIFF). Comenzó su carrera deportiva con el equipo AS Salisienne, en el cual jugó ocho temporadas (2004-2012), después pasó a Aviron Bayonnais, donde lleva jugando doce temporadas.